# Rezerwat Ussuryjski
Rezerwat Ussuryjski (ros. Уссурийский государственный природный заповедник им.В.Л.Комарова) –  ścisły rezerwat przyrody (zapowiednik) w Rosji położony w rejonie miejskim ussuryjskim i rejonie szkotowskim w Kraju Nadmorskim. Jego obszar wynosi 412,34 km², a strefa ochronna wokół rezerwatu 578 km². Rezerwat został utworzony 8 lipca 1934 roku i jest jednym z najstarszych na Dalekim Wschodzie. Siedziba dyrekcji mieści się w miejscowości Ussuryjsk.

## Opis
Rezerwat położony jest na zboczach Gór Przewalskiego (południowe pasmo łańcucha górskiego Sichote-Aliń), w dorzeczu rzek Komarowka i Artemowka. Średnia wysokość gór wynosi 300–400 m n.p.m., poszczególne szczyty dochodzą do 650–700 m.
Klimat kontynentalny z wyraźnymi cechami klimatu monsunowego. Najzimniejszym miesiącem jest styczeń (średnia temperatura minus 17,9 °C), a najcieplejszym sierpień (plus 19,7 °C).

## Flora
99 procent powierzchni rezerwatu pokrywają lasy. Najbardziej rozpowszechnione są lasy iglasto-liściaste oraz bory jodłowo-świerkowe. Rosną tu m.in. sosna koreańska, jodła mandżurska, jodła wiotka, świerk ajański, lipa wonna, drzewo z gatunku Tilia mandshurica, orzech mandżurski, grab sercowaty. W dolinach rosną lasy liściaste, które tworzą topole Maksymowicza, jesiony mandżurskie oraz różne rodzaje wierzb.
Krzewy są to w większości jaśminowce z gatunku Philadelphus tenuifolius, leszczyny mandżurskie, eleuterokoki kolczaste, tawuły. Spośród lian najliczniejsze są aktinidia ostrolistna, aktinidia pstrolistna, cytryniec chiński i winorośl amurska.
Łącznie w rezerwacie występuje 868 gatunków roślin naczyniowych, w tym 41 gatunków reliktowych, takich jak jałowiec z gatunku Juniperus rigida, cis japoński, sosna gęstokwiatowa, wszechlek żeń-szeń, kalopanax, kolcosił z gatunku Oplopanax elatus, roślina z gatunku Prinsepia sinensis.

## Fauna
Fauna rezerwatu jest typowa dla lasów iglastych oraz liściastych i obejmuje 62 gatunki ssaków, ponad 160 gatunków ptaków, 7 gatunków gadów, 6 gatunków płazów, 12 gatunków ryb.
Żyją tu m.in. lamparty amurskie, tygrysy syberyjskie, kotki bengalskie z gatunku Prionailurus bengalensis euptilurus, niedźwiedzie himalajskie, borsuki azjatyckie, jelenie wschodnie, dziki euroazjatyckie, sarny syberyjskie, piżmowce syberyjskie, łasice syberyjskie.
Występują tu takie ptaki jak m.in. mandarynka, bocian czarnodzioby, sowica brunatna, myszołap białobrewy, trzmielojad czubaty.